# Welterbe im Sudan

Zum Welterbe im Sudan gehören (Stand 2016) drei UNESCO-Welterbestätten, darunter zwei Stätten des Weltkulturerbes und eine Stätte des Weltnaturerbes. Der nordafrikanische Staat Sudan hat die Welterbekonvention 1974 ratifiziert, die erste Welterbestätte wurden jedoch erst 2003 eingetragen. Die bislang letzte Welterbestätte im Sudan wurde 2016 in die Welterbeliste aufgenommen.

## Welterbestätten
Die folgende Tabelle listet die UNESCO-Welterbestätten im Sudanin chronologischer Reihenfolge nach dem Jahr ihrer Aufnahme in die Welterbeliste (K – Kulturerbe, N – Naturerbe, K/N – gemischt, (G) – auf der Liste des gefährdeten Welterbes).
| Bild                                 | Bezeichnung                                                                                | Jahr | Typ | Ref. | Beschreibung |
| ------------------------------------ | ------------------------------------------------------------------------------------------ | ---- | --- | ---- | --- |
| Berg Barkal (weitere Bilder)         | Gebel Barkal und die Stätten der Napata-Region                                             | 2003 | K   | 1073 | Die antike Stadt Napata in Obernubien wurde etwa 1450 v. Chr. von dem ägyptischen Pharao Thutmosis III. gegründet, der zu der Stadt gehörende Berg Barkal galt ihm als die südliche Grenze des Neuen Reiches. Neben dem Berg Barkal (Lage) mit seinen Pyramiden (Lage) und dem Amuntempel (Lage) umfasst die Welterbestätte die archäologischen Stätten von al-Kurru (Lage), Nuri (Lage), Sanam (Lage) und Zuma (Lage). |
| Pyramiden von Meroe (weitere Bilder) | Archäologische Stätten der Insel Meroe                                                     | 2011 | K   | 1336 | Meroe war ungefähr von 400 v. Chr. bis 300 n. Chr. die Hauptstadt des Reiches von Kusch. Neben zwei Schutzgebieten im Bereich von Meroe (Lage 1, Lage 2) umfasst die Welterbestätte den Tempelkomplex al-Musawwarat as-sufra (Lage) und die Ruinenstätte Naqa (Lage) |
|                                      | Meeres-Nationalpark Sanganeb-Atoll und Meeres-Nationalpark Dungonab-Bucht – Insel Mukkawar | 2016 | N   | 262  | Die Stätte kombiniert zwei Meeresschutzgebiete: den Meeres-Nationalpark Sanganeb-Atoll (Lage, Fläche 17.400 ha, Pufferzone 504.600 ha) und den Meeres-Nationalpark Dungonab-Bucht – Insel Mukkawar (Lage, Fläche 243.300 ha), beide im Bundesstaat al-Bahr al-ahmar gelegen. |

## Tentativliste
In der Tentativliste sind die Stätten eingetragen, die für eine Nominierung zur Aufnahme in die Welterbeliste vorgesehen sind. Derzeit (2022) sind 15 Stätten in der Tentativliste von Sudan eingetragen, die letzten Eintragungen erfolgten im Februar 2022. Die folgende Tabelle listet die Stätten in chronologischer Reihenfolge nach dem Jahr ihrer Aufnahme in die Tentativliste.
| Bild                                                   | Bezeichnung                                            | Jahr | Typ | Ref. | Beschreibung                                                             |
| ------------------------------------------------------ | ------------------------------------------------------ | ---- | --- | ---- | ------------------------------------------------------------------------ |
| Sawakin                                                | Sawakin (Lage)                                         | 1994 | K   | 646  |                                                                          |
| Kerma                                                  | Kerma (Lage)                                           | 1994 | K   | 651  |                                                                          |
| Alt Dunqula                                            | Alt Dunqula (Lage)                                     | 1994 | K   | 652  |                                                                          |
| BW                                                     | Nationalpark Wadi Howar (Lage)                         | 2004 | N   | 1951 | Gala Abu Ahmed war eine kuschitische Festung im unteren Wadi Howar       |
| Jebel Al Dair Nationalpark                             | Jebel Al Dair Nationalpark (Lage)                      | 2021 | N   | 6516 |                                                                          |
| BW                                                     | Al Hassania Nationalpark (Lage)                        | 2021 | N   | 6517 |                                                                          |
| BW                                                     | Al Radom Nationalpark (Lage)                           | 2021 | N   | 6518 | Schutzgebiet an der Grenze zu Südsudan und Zentralafrikanischer Republik |
| Jebel Marra / Deriba Caldera (Kratersee)               | Jebel Marra / Deriba Caldera (Kratersee) (Lage)        | 2021 | N   | 6519 | Sudans höchster Berg ist ein Vulkan mit Kratersee                        |
| BW                                                     | Dinder-Nationalpark (Lage)                             | 2021 | N   | 6515 | War bereits seit 2004 auf der Tentativliste                              |
| Die Monumente des Königreichs von Kerma und Dokki Geil | Die Monumente des Königreichs von Kerma und Dokki Geil | 2022 | K   | 6594 | Die Stadt Kerma steht separat auf der Tentativliste.                     |
| BW                                                     | Insel Sai (Lage)                                       | 2022 | K   | 6595 |                                                                          |
| Tempel von Soleb                                       | Tempel von Soleb (Lage)                                | 2022 | K   | 6596 |                                                                          |
| Banganarti                                             | Banganarti (Lage)                                      | 2022 | K   | 6597 |                                                                          |
| BW                                                     | Dorf El Khandaq (Lage)                                 | 2022 | K   | 6598 |                                                                          |
| BW                                                     | Wadi Hower Nationalpark - Gala Abou Ahmed (Lage)       | 2022 | K/N | 6599 |                                                                          |